# Jardín Botánico de Solingen
El Jardín Botánico de Solingen en alemán : Botanischer Garten Solingen es un jardín botánico de 6 hectáreas de extensión en Solingen, Alemania. Su código de reconocimiento internacional como institución botánica así como de su herbario es  SSG. 

## Localización
Botanischer Garten der Stadt Solingen, Frankenstrasse 31a, D-42653 Solingen, Renania del Norte-Westfalia, Deutschland-Alemania.51°11′4.2″N 7°3′52.92″E / 51.184500, 7.0647000
Se encuentra abierto a diario y la entrada es gratuita. 

## Historia
El jardín botánico tiene su fecha de inicio en 1952 cuando la ciudad abrió su primer invernadero en unos terrenos de 4 hectáreas, con la apertura del jardín en sí mismo en 1963. 
En 1965 fue construida la casa tropical ( de 143 m², y 8 metros en altura), y entre 1994 y 1995 los invernaderos fueron incrementados a 826 m² agregando la casa de los cactus y la casa de las bromelias. 
En el 2001 el jardín fue extendido a unas 6 hectáreas, y la gerencia se ha transferido gradualmente de la ciudad a una organización sin ánimo de lucro.

## Colecciones
Actualmente las mayores secciones del jardín:
- Alpinum (870 m²), rocalla incluyendo los géneros Alyssum, Arabis, Aster, Aubrieta, Campanula, Cyclamen, Delphinium, Gentiana, Geranium, Primula, Ranunculus gramineus, Saxifraga, Sedum, Sempervivum, etc.
- Jardín mediterráneo (40 m²), con plantas procedentes del Sur de Europa y Centroamérica incluyendo árboles de higuera, olivo, y laurel, lavanda, orégano, romero, salvia, y tomillo, además de Cerastium y Potentilla.
- Invernaderos (826 m²), con la casa tropical (con palmas, caña de azúcar, arroz silvestre, coca, canela, y un gran acuario); orquídeas procedentes de Nicaragua y Vietnam; una casa de cactus con unas 250 especies; y la casa de las bromelias con unas 220 especies de bromelias, además de plantas de la banana, vainilla, plantas carnívoras, y café.
- Jardín de casa de campo (642 m²), un prado con 3 aceres y una zona de jardín (226 m²) diseñado según la descripción del Jardín del Edén con cuatro arroyos, conteniendo flores tales como narcissus, digitalis, iris, lirio del valle, lupinus, Tagetes, nasturtium, paeonia, phlox, Achillea millefolium, etc.
- Jardín bíblico (40 m²): con 8 lechos florales, cada uno con una forma geométrica diferente, contiene plantas mencionadas en la Biblia, incluyendo cebada, cistus, olivos, Punica granatum, trigo, etc.
- Jardín de Flora Frey (139 m²), este jardín es una donación de la Firma "Flora Frey", con bulbos incluyendo Dahlias además de Chionodoxa, Crocus, Eranthis, Erythronium, Fritillaria meleagris, Galanthus, Leucojum, Muscari, Narcissus, Puschkinia, Scilla, Tulipa, etc.
- Pérgola (60m de longitud), con vides silvestres, hiedra, hydrangeas trepadoras, y flor trompeta.
- Jardín de plantas perennes (1657 m²), Aster, margaritas, Delphinium, peonias, etc.
- Rosaleda (160 m²), con unas 100 variedades de rosas.
- Jardín de plantas medicinales (60 m²), con unas 40 plantas medicinales conocidas desde la antigüedad hasta la Edad Media incluyendo Malva sylvestris, aster, menta, romero, etc.
- Jardín de hierbas (60 m²), hierbas tales como Alliums, menta, Petroselinum, etc.
- Senda de las abejas silvestres, es un antiguo huerto en el que las abejas tienen su hábitat natural.
- Helechos rupícolas que se exhiben en muros de ladrillo con Gymnocarpium robertianum, entre otros.
- Jardín de brezos (3065 m²) en el que se incluyen especies de los géneros Calluna y Erica, además de abedules, taxus, Forsythia, Ilex, Pieris, Rhododendron, Skimmia, etc.
- Estanque (2139 m² de los cuales 500 m² es agua) , con cerezos japoneses, con carpas, peces dorados, rutilos, etc.
- Jardín de iris (1169 m²), con variedades de iris y hemerocallis.
- Sala de lectura (170 m²)
- Primelgarten (2010 m²)
- Coníferas, una colección de coníferas en la que se incluyen especímenes de Abies y Picea, además de Araucaria, Chamaecyparis, Cryptomeria, Larix pendula, y Metasequoia.

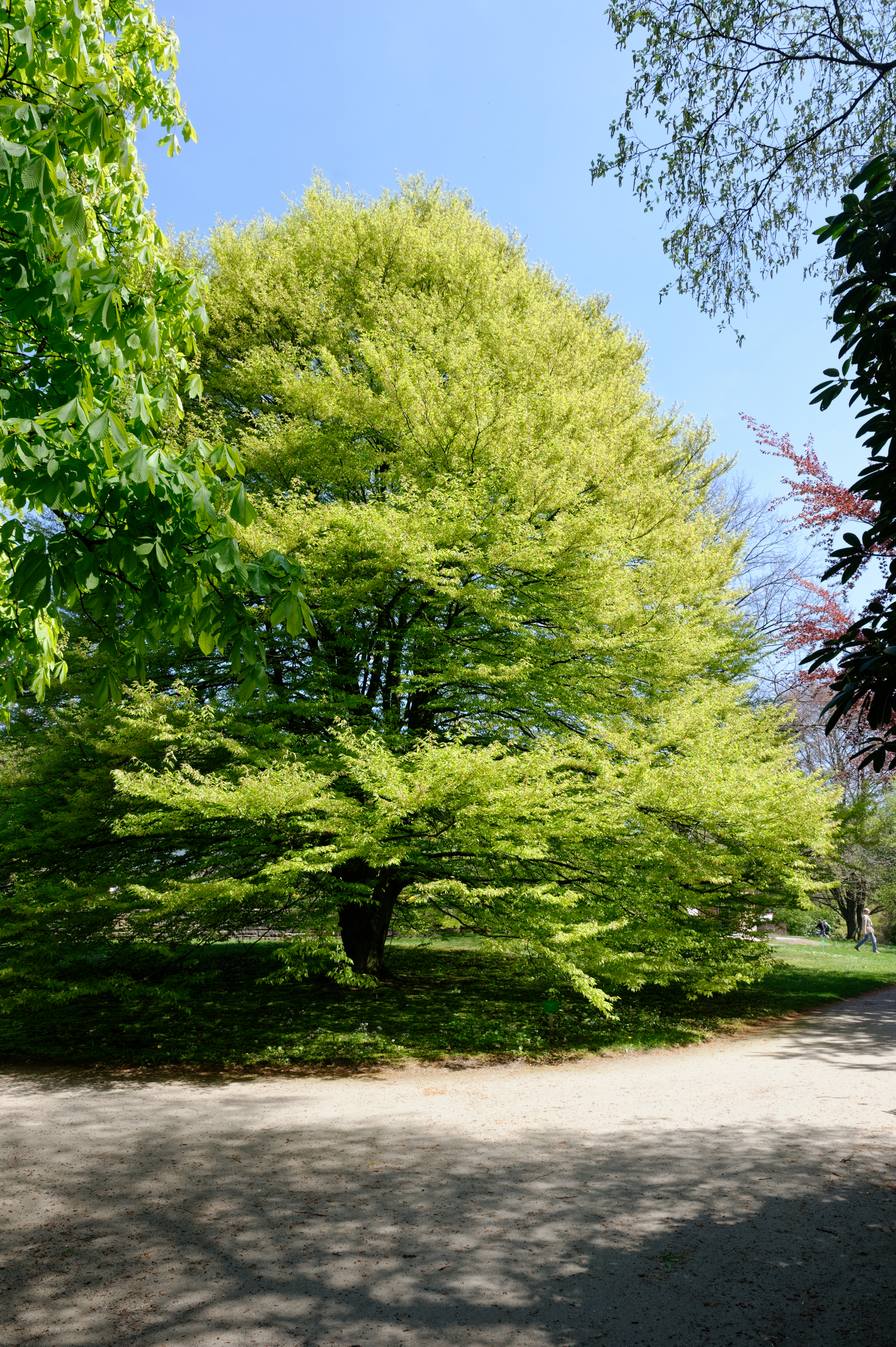
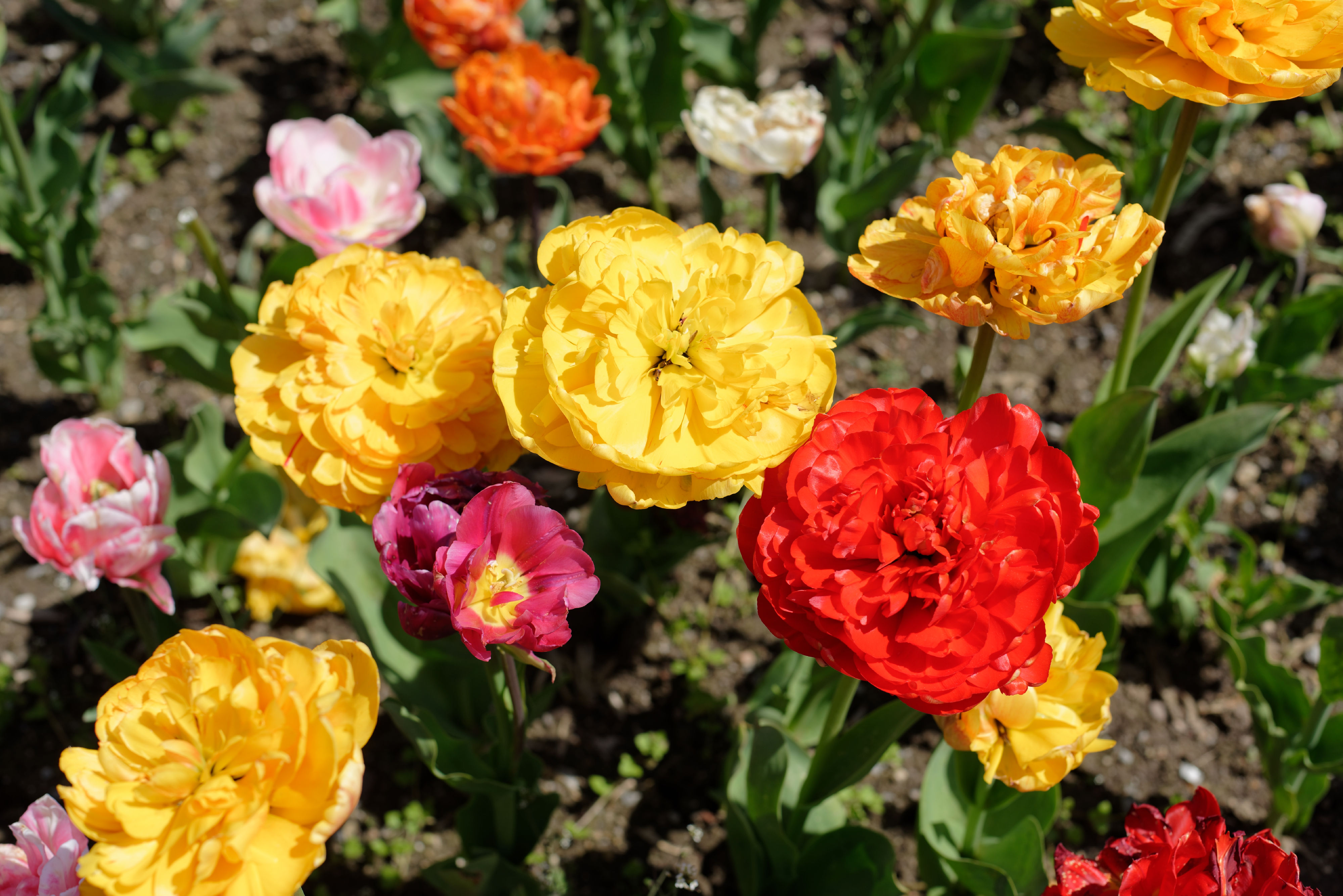
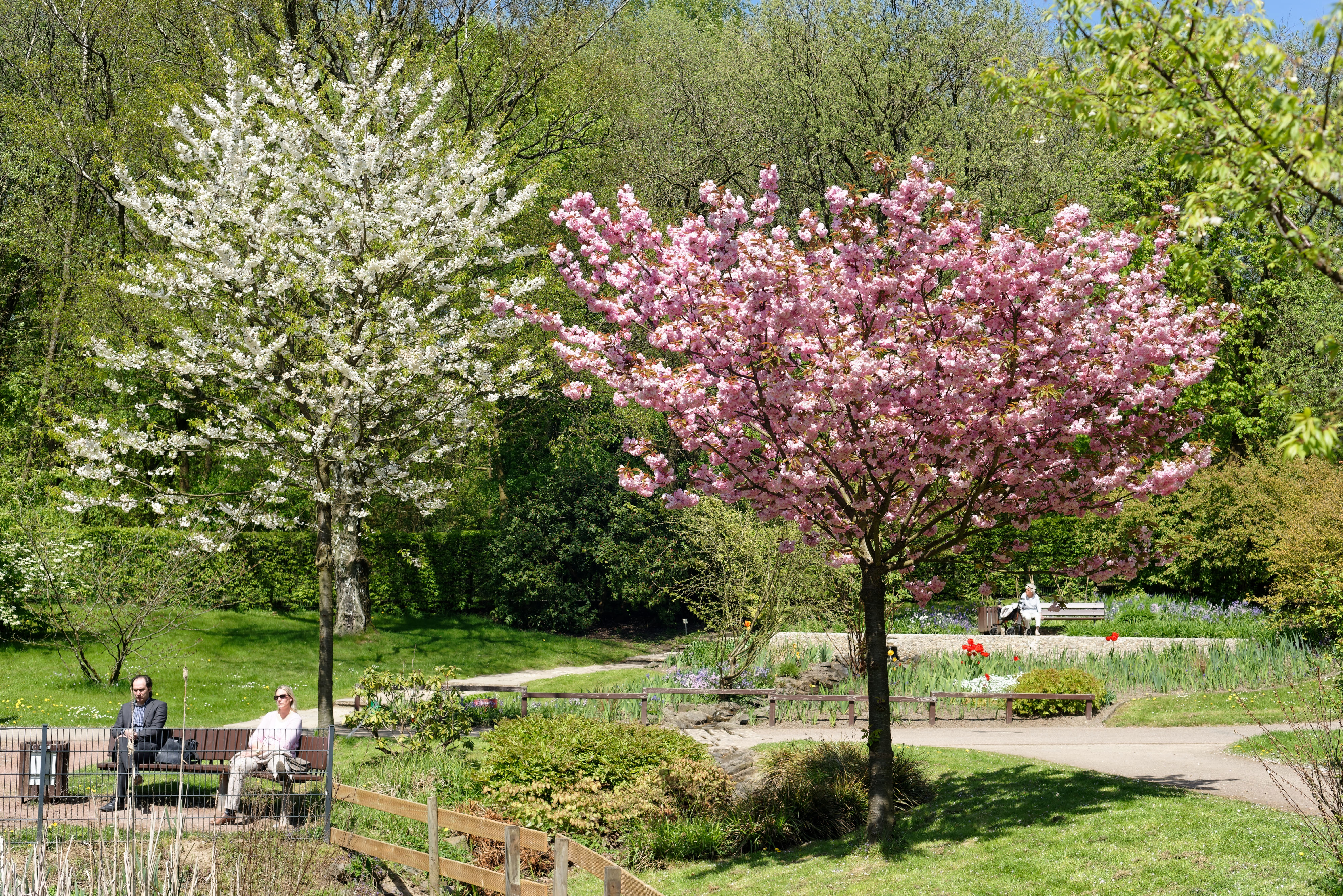
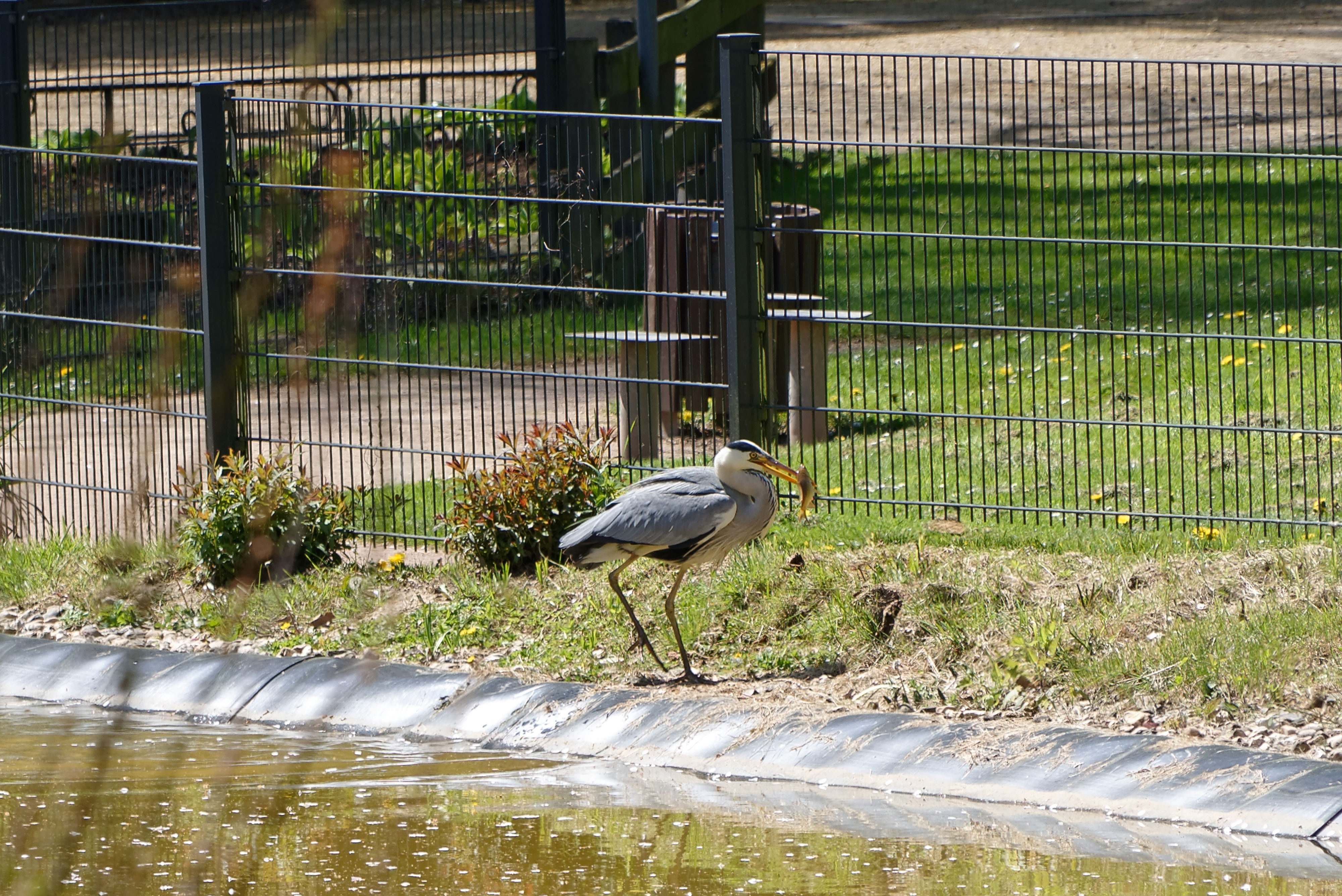
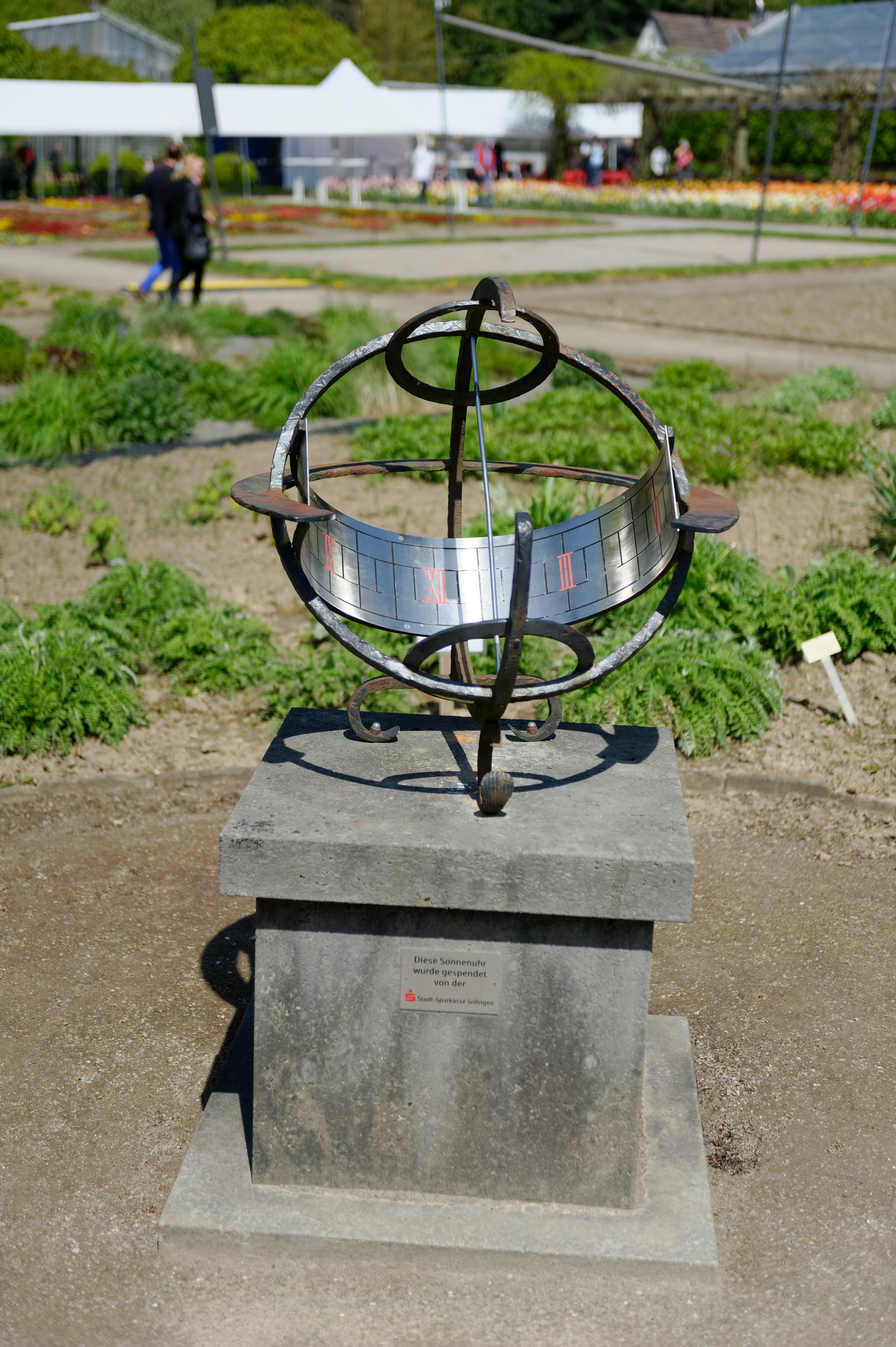
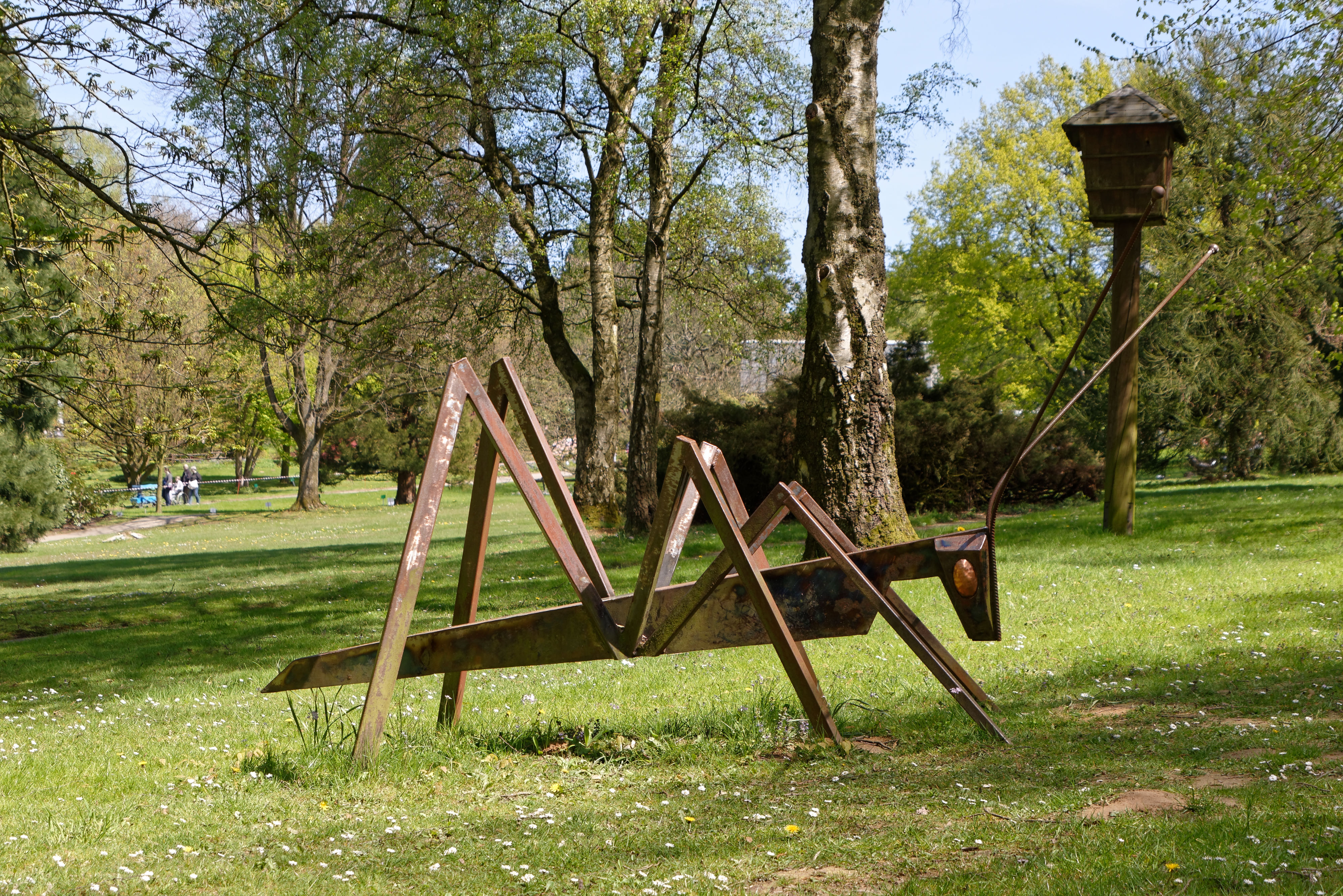
SG Botanischer Garten 7091-098.jpg
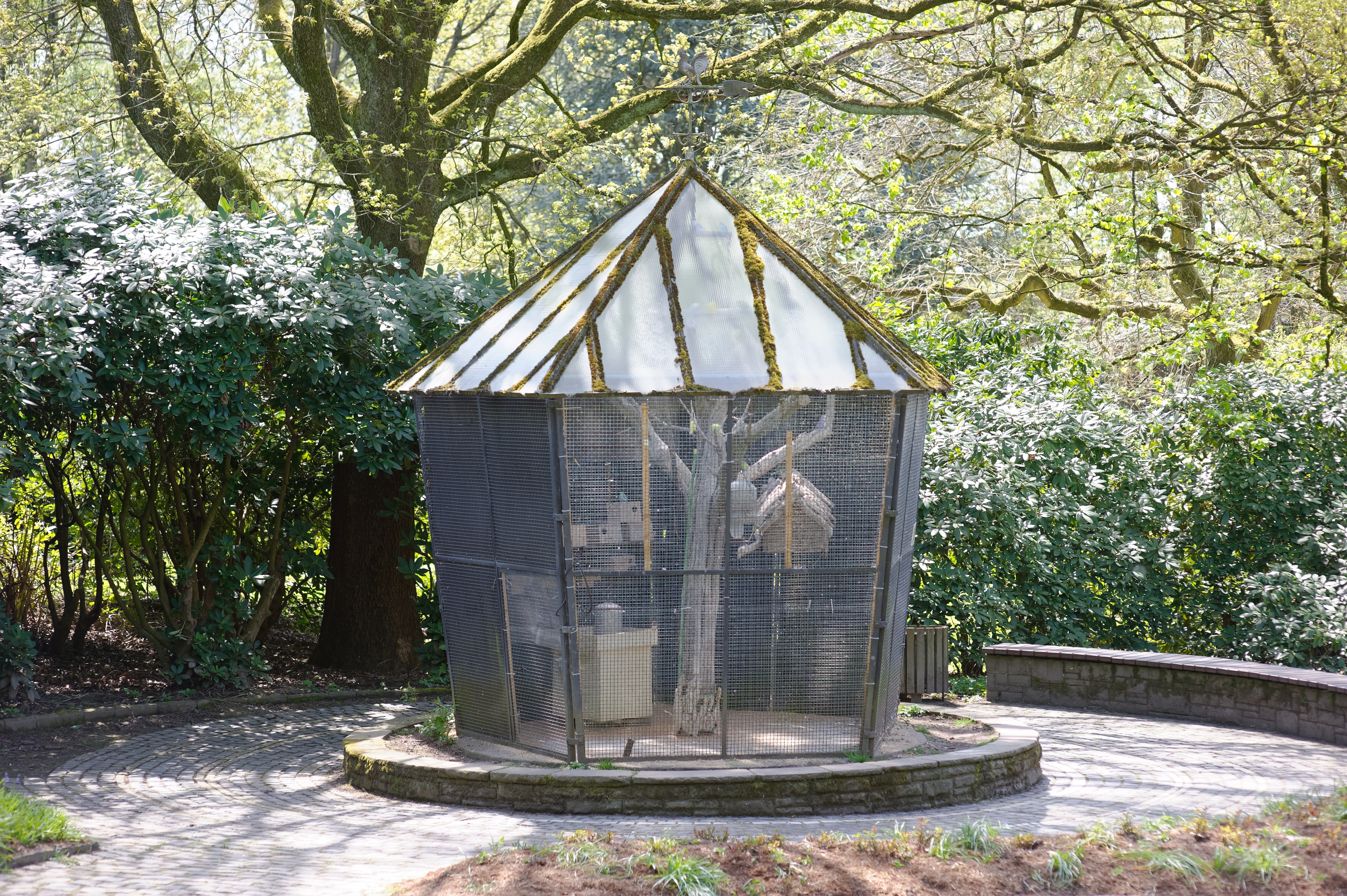
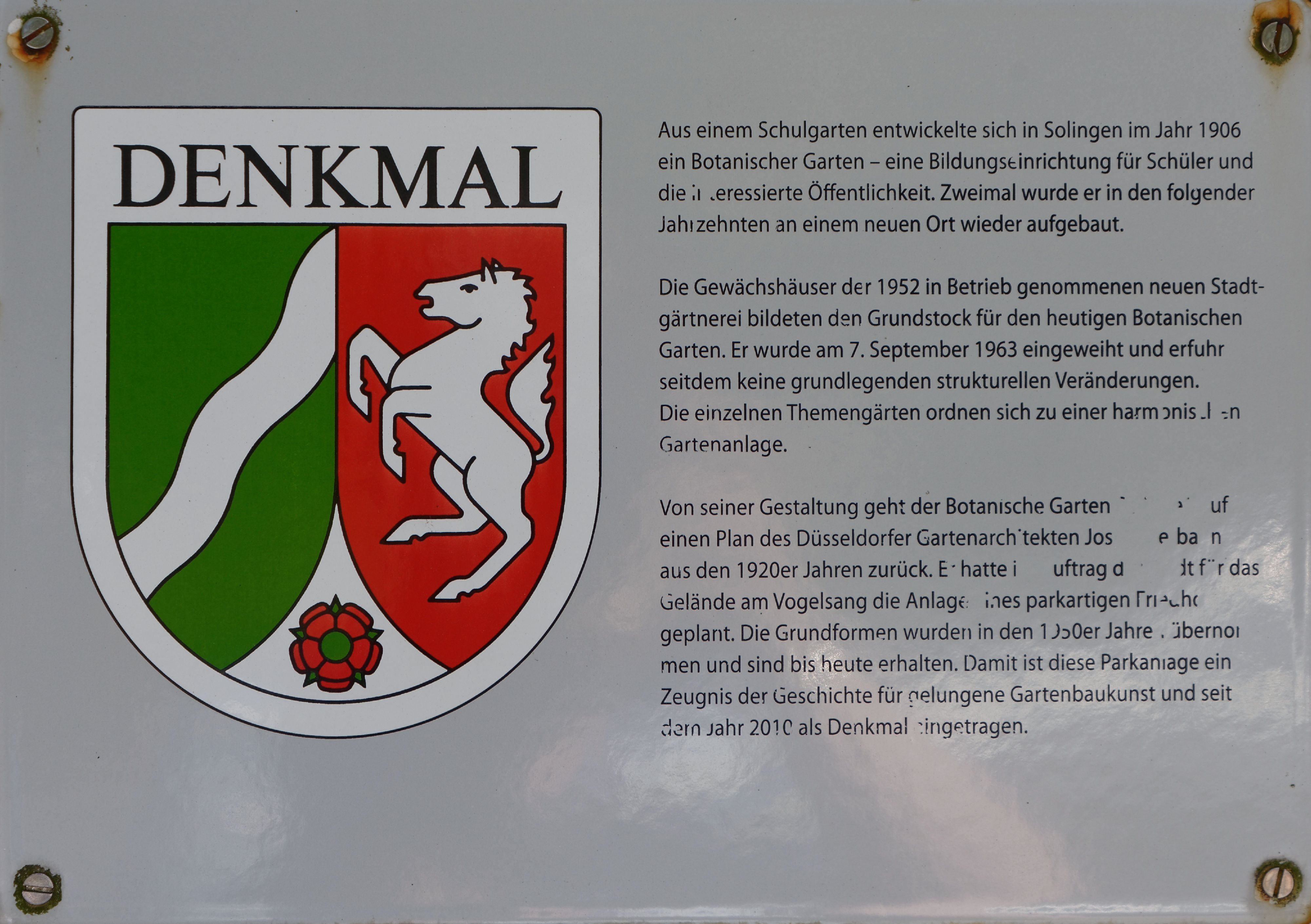